# Momo (novela)
Momo es una novela infantil escrita por Michael Ende, publicada en 1972 y subtitulada Los caballeros de gris o Los hombres de gris. El título completo en alemán es Momo oder Die seltsame Geschichte von den Zeit-Dieben und von dem Kind, das den Menschen die gestohlene Zeit zurückbrachte (Momo, o la extraña historia de los ladrones de tiempo y de la niña que devolvió el tiempo a los hombres). 

## Argumento
Trata el concepto del tiempo y cómo es usado por los humanos de sociedades modernas. Los antagonistas son los llamados "hombres grises", unos extraños individuos que representan al Banco de Tiempo y promocionan la idea de ahorrar tiempo entre la población a toda la ciudad. Bajo su influencia, la vida se torna estéril, se deja de hacer todo lo que se considera perder el tiempo, como el arte, la imaginación o incluso dormir. Los edificios y las ropas están hechos exactamente de la misma forma para todos y el ritmo de vida se torna ajetreado. En realidad, cuanto más tiempo ahorra una persona, menos tiene: los hombres grises lo consumen en forma de cigarros, hechos de pétalos secos de las flores horarias que representan el tiempo. Sin esos cigarros, los hombres de gris no pueden existir.
Momo, por su especial personalidad, se convierte en un obstáculo para los planes del Banco de Tiempo. Los hombres grises intentan infructuosamente deshacerse de ella. Momo, junto a la tortuga Casiopea (que se comunica con ella gracias a los mensajes luminosos de su caparazón) se enfrentará a la dictadura de los hombres grises y terminará con ellos.

## Idea principal
La idea principal de Momo se puede entender como una crítica al consumismo. Muestra el peligro de verse seducido por los intereses ocultos de empresas que cuentan con el suficiente poder como para influir en el estilo de vida de la gente. En el mismo sentido es también una profunda crítica al modelo racional de concebir el tiempo, un modelo economista que olvida esos pequeños momentos y sensaciones que sin tener valor económico y por tanto puedan parecer superfluas, son realmente importantes en la vida humana que siempre tiene una vertiente espiritual.[cita requerida]

## Personajes

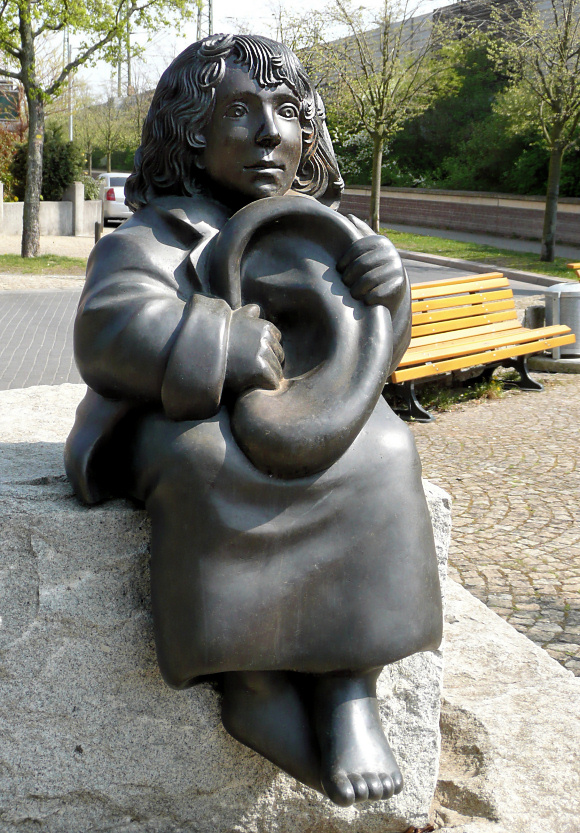
Momo
Es la protagonista de la historia, una niña huérfana que después de escaparse de un orfanato termina encontrando un hogar en el viejo anfiteatro a las afueras de la ciudad. Rápidamente la comunidad del lugar la encuentra y después de discutirlo entre ellos deciden cuidar de ella entre todos. En el libro, es descrita como una niña pequeña que bien podría tener 8 u 12 años, con un pelo negro muy descuidado y unos ojos igual de negros que miraban todo con asombro y amabilidad, siembre anda con el mismo vestido remendado y un chaquetón viejo, grande, que se solía arremangar alrededor de la muñeca, a pesar de su falta de educación es una niña muy inteligente y se le dan muy bien los acertijos, es muy imaginativa, amable y uno de sus mejores rasgos es su capacidad de escuchar: [1]"Momo sabía escuchar de tal manera que a la gente tonta se le ocurrían, de repente, ideas muy inteligentes. No porque dijera o preguntara algo que llevara a los demás a pensar esas ideas, no; simplemente estaba allí y escuchaba con toda su atención y toda simpatía. Mientras tanto miraba al otro con sus grandes ojos negros y el otro en cuestión notaba de inmediato cómo se le ocurrían pensamientos que nunca hubiera creído que estaban en él. Sabía escuchar de tal manera que la gente perpleja o indecisa sabía muy bien, de repente, qué era lo que quería. O los tímidos se sentían de súbito muy libres y valerosos. O los desgraciados y agobiados se volvían confiados y alegres. Y si alguien creía que su vida estaba totalmente perdida y que era insignificante y que él mismo no era más que uno entre millones, y que no importaba nada y que se podía sustituir con la misma facilidad que una maceta rota, iba y le contaba todo eso a la pequeña Momo, y le resultaba claro, de modo misterioso mientras hablaba, que tal como era sólo había uno entre todos los hombres y que, por eso, era importante a su manera, para el mundo."  Es su habilidad de hacer que las personas se sientan escuchadas y comprendidas lo que hace que la atención de los Hombres Grises se dirija hacia ella y la obligue a escapar de su hogar con la tortuga Casiopea donde el Maestro Hora y embarcarse en la misión de evitar que los Hombres grises le roben el tiempo a los hombres para salvar a sus amigos.
Beppo Barrendero
Es un hombre tranquilo y pausado, lento incluso para hablar: a veces tarda días en responder, lo cual hace que mucha gente piense que es un poco loco. Simplemente reflexiona bien lo que dice, vive su tiempo más despacio que el resto. El arte de la paciencia hace que en el fondo posea mucha sabiduría. Ejerce muy bien su trabajo de barrendero y es que no se desespera al barrer. Cuando Momo desaparece, los hombres grises le hacen creer que la tienen secuestrada y que tiene que pagar un rescate con 100 000 horas de tiempo. Agobiado, el miedo lo vence. Acorralado y engañado, acaba trabajando rápida y descuidadamente a todas horas para intentar pagar el enorme rescate, apenas parando para comer y descansar unos segundos. Durante la huida de Momo por la ciudad paralizada, lo encuentra petrificado, con la barba descuidada y notorias ojeras. Entonces, Momo comprende el verdadero peso de lo que tiene que hacer. Cuando todo acaba, ellos se reencuentran por fin.
Gigi Cicerones
Su verdadero nombre es Girolamo. Junto con Beppo Barrendero, son los mejores amigos de Momo. Es un cuentacuentos, que inventa sus propias historias. Tras la desaparición de Momo (durante un año), los hombres grises lo hacen famoso por sus cuentos. Al principio, todo va bien, pero con el tiempo deja de tener imaginación. No obstante, eso no le impide seguir, haciendo algo que nunca había hecho: contar las historias que iban destinadas únicamente a Momo. Tras narrar la última que tenía, Gigi siente que está vacío por dentro, por lo que empezó a repetirlas. Pero nada de eso parece afectar a su fama. Un día decide utilizar su influencia para contar toda la historia de los hombres grises, quienes inmediatamente le amenazan con quitarle toda la fama. Asustado, Gigi se resigna y sigue traicionando sus principios. Momo le visita un día y Gigi, entre prisas, le pide que se quede con él, para que pueda volver a hacer nuevas historias, pero Momo comprende que ese no es el camino y le deja marchar.
Los niños
Paolo, Massimo, Blanco, Claudio, la niña María y su hermano Dedé, son algunos de los niños que van al anfiteatro donde esta Momo a jugar. Ellos juegan inventándose historias de aventuras por eso van al anfiteatro, ya que allí gracias a la presencia de Momo su imaginación mejora considerablemente.
Los hombres grises
Los hombres grises son unas «personas» (en el libro se da a entender que realmente no son nada, sólo tienen forma humana) que intentan, y consiguen, hacer que los humanos ahorren tiempo para "guardarlo" ellos. El maestro Hora les llama, incluso, "parásitos". 
Una serie de agentes (con número y sin nombre), de voz monótona y burocrática, son los que se encargan de ir visitando a las personas, una por una, para convencerlas de que pierden mucho tiempo y deben ahorrarlo en el banco; después desaparecen de su vida y olvidan, incluso, que les han visto. La realidad es, luego, terriblemente diferente: todo ese tiempo que los humanos "ahorran" es tiempo que los hombres grises roban para "alimentarse", a través de unos cigarrillos que fuman constantemente. 
Los enemigos naturales de los hombres grises (dicho por ellos mismos) son los niños, que tienen imaginación, "pierden el tiempo" y se lo hacen perder a los demás con sus juegos, pues no entienden ni del tiempo ni de negocios. Y muy en especial Momo, debido a su capacidad de escuchar a las personas y entretenerlas con largas conversaciones, un "gasto de tiempo" inaceptable para los hombres grises. Un agente intenta seducirla presentándole una muñeca, pero Momo le replica que la muñeca no la puede amar; y entonces el hombre saca su verdadera voz (ansiosa) y le cuenta su verdadero propósito: necesitan neutralizarla para ellos poder existir. A consecuencia de este arrebato de sinceridad, este agente es juzgado y ajusticiado por sus compañeros (le quitan el cigarrillo), mostrando así que los hombres grises están organizados en una jerarquía. Pero el episodio les sirve para tomar plena conciencia de lo peligrosa que puede resultarles Momo. 
El mayor enemigo de los hombres grises es, sin duda, el maestro Hora, que es el administrador del tiempo de todos los humanos. El objetivo último de los agentes es llegar hasta él para robar todo el tiempo de todas las personas; pero, como ellos solos nunca podrían conocer el camino hasta la casa de Hora, deciden usar a Momo para llegar hasta él.
Lo que realmente hacen los hombres grises es robarle a los humanos las flores horarias (que representan al tiempo), congelarlas con su frío, arrancarles los pétalos, y convertirlos en ese tabaco que necesitan fumar constantemente para existir. Varias veces se nos muestra que si, por error o intencionadamente, se les priva de ese tabaco, se deshacen inmediatamente en la nada que en realidad son.
Casiopea
Es la tortuga del maestro Hora. Es una tortuga normal y corriente excepto porque es capaz de comunicarse haciendo formas de letras en su caparazón. También es capaz de saber qué ocurrirá con media hora de antelación, pero no lo que pasará hasta entonces. Como ella misma dice, no puede cambiar el futuro, sólo conocerlo de antemano. Mientras huyen por la ciudad de los hombres grises, Momo y Casiopea los evitan gracias a que la tortuga sabe dónde no estarán los ladrones del tiempo con media hora de antelación para esquivarlos. Así también sabrá que ambas se separarán en un momento de la persecución, aunque no pueda evitarlo. También sabe que se encontrarán de nuevo posteriormente, por lo que Momo sigue corriendo sin rumbo, esperando volver a encontrarla.
El maestro Hora
Es el encargado de administrar el tiempo a los hombres. Envía a Casiopea a buscar a Momo para salvarla de los hombres grises y enseñarle el concepto del tiempo. En la segunda visita de Momo, decide dejar de dar tiempo a los hombres para que el mundo se pare y los hombres grises se queden sin tiempo, haciendo más fácil la tarea de Momo, que consiste en buscar y encontrar el lugar donde los hombres grises guardan el tiempo, con una flor de una hora para sobrevivir y no quedarse parada como los demás humanos. Sin embargo, Hora no puede quitar el tiempo a los hombres grises. Vive en la casa de Ninguna Parte de la calle de Jamás.

## Adaptaciones
- Momo (1986), película dirigida por Johannes Schaaf
- Momo, una aventura a contrarreloj (2001), película animada dirigida por Enzo D'Alò
- Momo (2003), serie animada dirigida por Cohem Burke y Colum Burke
- Legend of Raana (2014), miniserie animada dirigida por Majid Ahmady